# メスグロヒョウモン
メスグロヒョウモン（雌黒豹紋、 Damora saganaまたはArgynnis sagana） は、チョウ目（鱗翅目）タテハチョウ科ドクチョウ亜科ヒョウモンチョウ族に分類されるチョウの一種。和名通りメスが黒っぽく、雌雄で極端に体色が異なる。
分類上は1種のみでメスグロヒョウモン属 Damora に分類される。近縁のミドリヒョウモン属 Argynnis に組みこまれていたことがあり、その場合の学名 Argynnis sagana はシノニムとなる。

## 特徴
成虫の前翅長は35-45mmほど。和名通りメスの体は黒く、光沢のある青緑色を帯びる。前翅の前端に白帯、前翅の中央部に横長の白色紋が2つ、後翅の中央部に白の縦帯がある。翅の裏側は表側より白っぽい。黄色の地に黒い斑点が散らばるヒョウモンチョウ類の中では特徴的な体色で、ヒョウモンチョウというよりオオイチモンジなどのイチモンジチョウ類に近い体色である。メスには類似種が少なく、判別しやすい。
一方、オスは黄色地に黒い斑点の典型的なヒョウモンチョウ類の体色をしている。前翅には3本の黒い横しまがあるが、これは大型ヒョウモンチョウ類のオスに見られる発香鱗条である。後翅表側のつけ根には細い黒線、後翅裏側の中央には稲妻状の白い縦帯がある。この体色はウラギンスジヒョウモンやオオウラギンスジヒョウモン、ミドリヒョウモンによく似るが、表側の前翅前端や後翅つけ根部分に大きな黒斑がなく、全体的に黄色部分が多い点で区別できる。
オスとメスの体色がまるで別種のように異なり、チョウ類の中でも極端な性的二形をもつ。

## 分布と亜種
中央アジア東部から中国、アムール地方、朝鮮半島、日本まで分布する。日本では北海道、本州、四国、九州に分布し、南限は薩摩半島、大隅半島だが、屋久島までとする文献もある。
分布域の中でいくつかの亜種に分かれており、このうち日本に分布するのは亜種 D. s. liane (Fruhstorfer, 1907) とされる。
日本産ヒョウモンチョウ類の中では分布が広い方だが、生息地は各地に散在しており、どこにでも生息するわけではない。環境の変化などで見られなくなっている地域もあり、レッドリストの絶滅危惧種に指定している都道府県がある。

## 生態
成虫は年1回だけ、6月-10月に発生する。ただし夏の暑い時期は一時的に活動を停止し夏眠するので、飛び回る姿が見られるのはおもに初夏と秋である。冬は卵、または若齢幼虫で越冬する。
成虫は平地や丘陵地の森林周辺部に生息し、ツマグロヒョウモンに比べると湿った日陰の多い環境で見られる。飛ぶ速度はあまり速くなく、各種の花に訪れて蜜を吸う。
幼虫は野生のスミレ類を食草とする。終齢幼虫は藍色の地に黄褐色の突起がたくさん生えたケムシである。

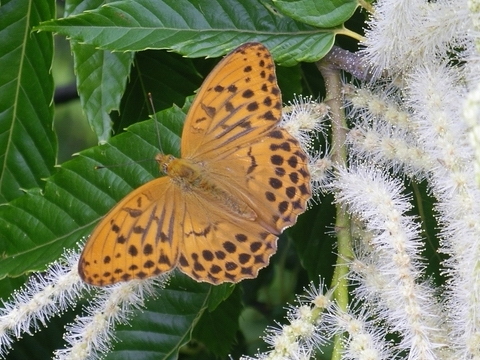
クリの花にやってきたオス
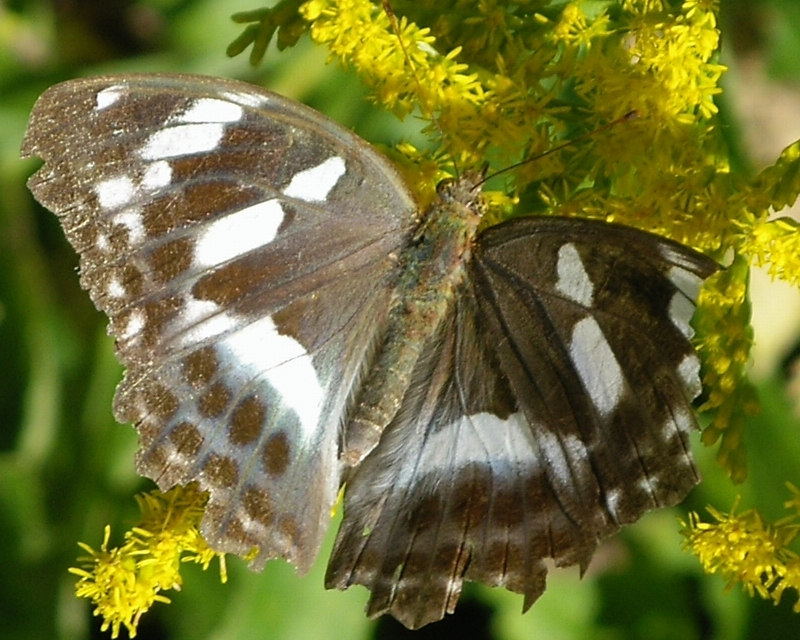
メス（翅の損傷が激しい）